# 卡齊斯

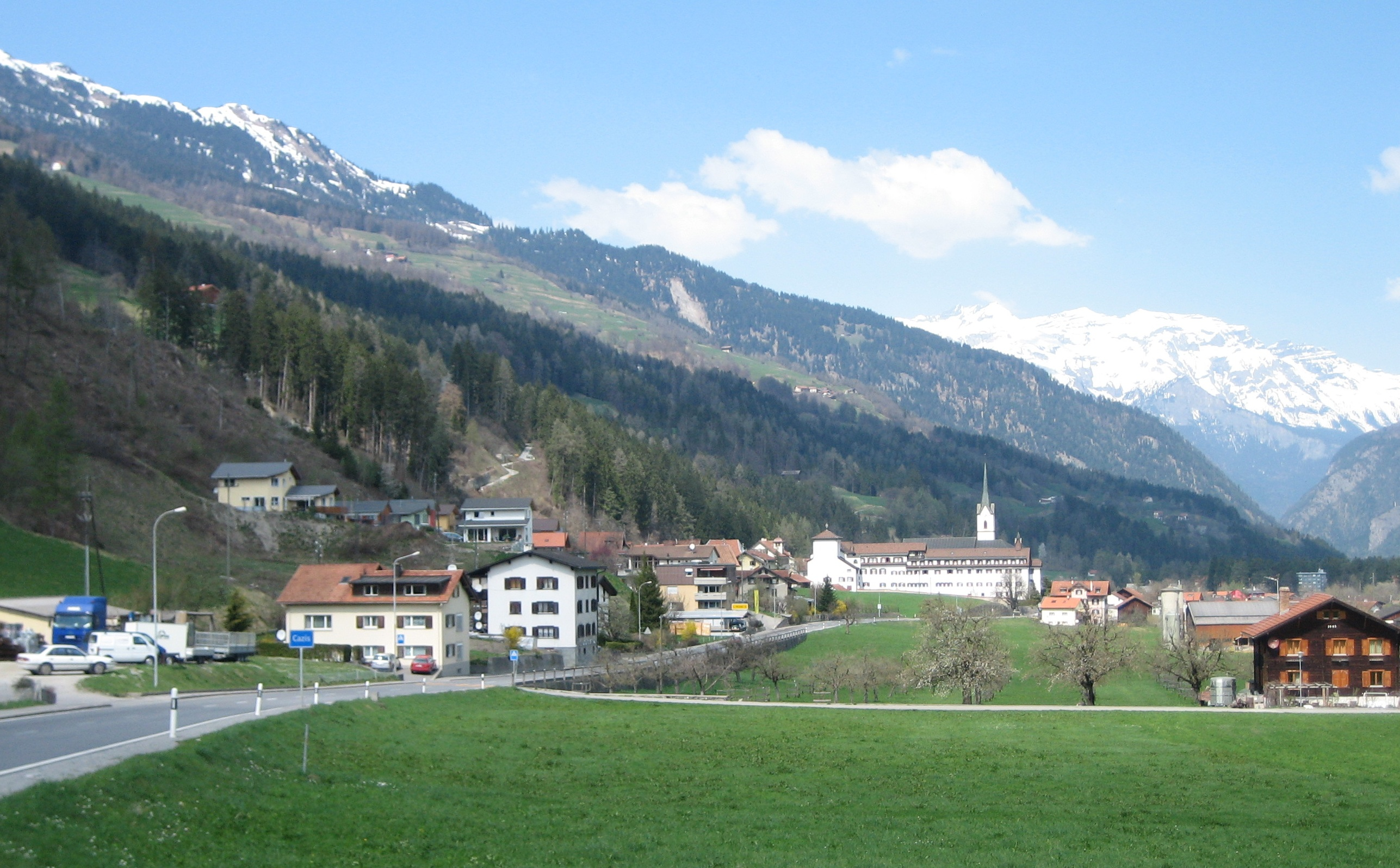

卡齊斯是瑞士的城鎮，位於該國東部，由格勞賓登州負責管轄，面積31.17平方公里，海拔高度659米，2011年人口2,034，一半人口信奉羅馬天主教，人口密度每平方公里280人。

## 外部連結
- Official Web site （页面存档备份，存于）